# Celtic League 2008-2009
La Celtic League 2008-09 fu l'8ª edizione della competizione transnazionale di rugby a 15 per club delle federazioni gallese, irlandese e scozzese.
Si tenne dal 31 agosto 2008 al 17 maggio 2009 tra 10 squadre con la formula a girone unico.
Il calendario non seguì un ordine preciso di andata e ritorno, quindi non risulta suddiviso in giornate.
Il torneo fu noto anche con il nome commerciale di Magners League per via della sponsorizzazione garantita dal produttore irlandese di bevande alcooliche Magners a partire dal 2006.
All'inizio della competizione la dirigenza del Llanelli Scarlets decise di rinominare il club in Scarlets per non connotare la franchigia a un ambito territoriale limitato come quello della città di Llanelli ma al contrario riconoscerne il carattere di raccordo tra Llanelli e le aree di Carmarthen, Llandovery, Wrexham e altre località.
Il torneo fu vinto, per la seconda volta, dal Munster – già campione nell'edizione 2002-03 – davanti agli scozzesi dell'Edimburgo, all'epoca alla loro miglior prestazione nella Celtic League.
Fu anche l'ultima edizione a girone unico; dal torneo successivo il vincitore tornò a essere stabilito dai play-off dopo la stagione regolare.
Il valore delle marcature, come stabilito dall’IRFB nel 1992, era: 5 punti per ciascuna meta (7 se trasformata), 3 punti per la realizzazione di ciascun calcio piazzato, idem per il drop.

## Squadre partecipanti
| Galles        | Irlanda  | Scozia           |
| ------------- | -------- | ---------------- |
| Cardiff Rugby | Connacht | Edimburgo        |
| Scarlets      | Leinster | Glasgow Warriors |
| Newport G.D.  | Munster  |                  |
| Ospreys       | Ulster   |                  |

## Risultati
|            | 1ª giornata          |       |
| ---------- | -------------------- | ----- |
| 5-9-2008   | Connacht - Ospreys   | 3-16  |
| 5-9-2008   | Dragons - Glasgow    | 6-12  |
| 5-9-2008   | Edimburgo - Munster  | 15-20 |
| 5-9-2008   | Ulster - Scarlets    | 9-16  |
| 6-9-2008   | Cardiff - Leinster   | 16-16 |
|            |                      |       |
|            | 4ª giornata          |       |
| 26-9-2008  | Cardiff - Connacht   | 58-0  |
| 26-9-2008  | Dragons - Edimburgo  | 11-9  |
| 26-9-2008  | Glasgow - Scarlets   | 34-20 |
| 27-9-2008  | Ospreys - Ulster     | 43-0  |
| 28-9-2008  | Leinster - Munster   | 0-18  |
|            |                      |       |
|            | 7ª giornata          |       |
| 28-11-2008 | Scarlets - Munster   | 16-18 |
| 28-11-2008 | Edimburgo - Ospreys  | 32-16 |
| 28-11-2008 | Glasgow - Cardiff    | 28-0  |
| 28-11-2008 | Ulster - Connacht    | 53-13 |
| 29-11-2008 | Leinster- Dragons    | 29-13 |
|            |                      |       |
|            | 10ª giornata         |       |
| 9-1-2010   | Connacht - Scarlets  | 14-17 |
| 9-1-2010   | Ospreys - Munster    | 21-25 |
| 9-1-2010   | Glasgow - Dragons    | 20-25 |
| 9-1-2010   | Edimburgo - Ulster   | 21-15 |
| 10-1-2010  | Leinster - Cardiff   | 21-20 |
|            |                      |       |
|            | 13ª giornata         |       |
| 27-3-2009  | Edimburgo - Connacht | 32-5  |
| 27-3-2009  | Glasgow - Munster    | 13-26 |
| 29-3-2009  | Leinster - Ulster    | 32-6  |
| 30-4-2009  | Ospreys - Dragons    | 27-18 |
| 13-5-2009  | Cardiff - Scarlets   | 9-30  |
|            |                      |       |
|            | 16ª giornata         |       |
| 24-4-2009  | Ulster - Cardiff     | 9-11  |
| 24-4-2009  | Munster - Scarlets   | 29-10 |
| 25-4-2009  | Ospreys - Edimburgo  | 30-32 |
| 25-4-2009  | Leinster - Glasgow   | 36-13 |
| 26-4-2009  | Dragons - Connacht   | 27-14 |

|            | 2ª giornata          |       |
| ---------- | -------------------- | ----- |
| 12-9-2008  | Cardiff - Ulster     | 16-15 |
| 12-9-2008  | Glasgow - Ospreys    | 18-21 |
| 12-9-2008  | Leinster - Edimburgo | 52-6  |
| 13-9-2008  | Scarlets - Connacht  | 45-3  |
| 14-9-2008  | Munster - Dragons    | 50-6  |
|            |                      |       |
|            | 5ª giornata          |       |
| 9-9-2008   | Ospreys - Cardiff    | 32-10 |
| 10-9-2008  | Dragons - Scarlets   | 25-27 |
| 3-10-2008  | Ulster - Edimburgo   | 13-9  |
| 3-10-2008  | Munster - Glasgow    | 25-17 |
| 3-10-2008  | Connacht - Leinster  | 19-18 |
|            |                      |       |
|            | 8ª giornata          |       |
| 26-12-2008 | Edimburgo - Glasgow  | 39-6  |
| 26-12-2008 | Dragons - Cardiff    | 19-21 |
| 27-12-2008 | Ospreys - Scarlets   | 20-6  |
| 27-12-2008 | Ulster - Leinster    | 13-21 |
| 28-12-2008 | Connacht - Munster   | 12-6  |
|            |                      |       |
|            | 11ª giornata         |       |
| 20-2-2009  | Cardiff - Glasgow    | 34-30 |
| 21-2-2009  | Scarlets - Leinster  | 17-31 |
| 21-2-2009  | Munster - Edimburgo  | 28-14 |
| 22-2-2009  | Ospreys - Connacht   | 22-10 |
| 22-2-2009  | Dragons - Ulster     | 26-16 |
|            |                      |       |
|            | 14ª giornata         |       |
| 3-4-2009   | Connacht - Dragons   | 39-17 |
| 3-4-2009   | Edimburgo - Cardiff  | 16-3  |
| 3-4-2009   | Ulster - Ospreys     | 13-16 |
| 4-4-2009   | Scarlets - Glasgow   | 21-38 |
| 4-4-2009   | Munster - Leinster   | 22-5  |
|            |                      |       |
|            | 17ª giornata         |       |
| 8-5-2009   | Connnacht - Ulster   | 12-14 |
| 8-5-2009   | Leinster - Scarlets  | 45-8  |
| 9-5-2009   | Edimburgo - Dragons  | 43-3  |
| 10-5-2009  | Ospreys - Glasgow    | 34-23 |
| 10-5-2009  | Cardiff - Munster    | 20-12 |

|            | 3ª giornata          |       |
| ---------- | -------------------- | ----- |
| 19-9-2008  | Connacht - Glasgow   | 15-8  |
| 19-9-2008  | Edimburgo - Scarlets | 32-12 |
| 19-9-2008  | Ulster - Newport     | 14-16 |
| 19-9-2008  | Leinster - Ospreys   | 19-13 |
| 20-9-2008  | Munster - Cardiff    | 28-20 |
|            |                      |       |
|            | 6ª giornata          |       |
| 24-10-2008 | Connacht - Edimburgo | 14-27 |
| 24-10-2008 | Glasgow - Leinster   | 15-12 |
| 25-10-2008 | Ulster - Munster     | 22-6  |
| 19-12-2008 | Dragons - Ospreys    | 30-24 |
| 20-12-2008 | Scarlets - Cardiff   | 27-13 |
|            |                      |       |
|            | 9ª giornata          |       |
| 31-12-2008 | Cardiff - Ospreys    | 12-16 |
| 1-1-2009   | Scarlets - Dragons   | 29-24 |
| 2-1-2009   | Glasgow - Edimburgo  | 25-20 |
| 2-1-2009   | Leinster - Connacht  | 26-18 |
| 3-1-2009   | Munster - Ulster     | 11-37 |
|            |                      |       |
|            | 12ª giornata         |       |
| 6-3-2009   | Connacht - Cardiff   | 14-19 |
| 6-3-2009   | Ospreys - Leinster   | 8-13  |
| 7-3-2009   | Dragons - Munster    | 9-20  |
| 7-3-2009   | Ulster - Glasgos     | 12-0  |
| 8-3-2009   | Scarlets - Edimburgo | 13-6  |
|            |                      |       |
|            | 15ª giornata         |       |
| 17-4-2009  | Glasgow - Ulster     | 19-20 |
| 17-4-2009  | Edimburgo - Leinster | 27-16 |
| 18-4-2009  | Scarlets - Ospreys   | 19-28 |
| 18-4-2009  | Munster - Connacht   | 25-10 |
| 6-5-2009   | Cardiff - Dragons    | 26-12 |
|            |                      |       |
|            | 18ª giornata         |       |
| 15-5-2009  | Glasgow - Connacht   | 30-9  |
| 15-5-2009  | Munster - Ospreys    | 36-10 |
| 15-5-2009  | Dragons - Leinster   | 18-9  |
| 15-5-2009  | Scarlets - Ulster    | 43-17 |
| 15-5-2009  | Cardiff - Edimburgo  | 14-36 |

## Classifica
| Pos | Squadra          | G  | V  | N | P  | PF  | PS  | DP   | BMP | Pt |
| --- | ---------------- | -- | -- | - | -- | --- | --- | ---- | --- | -- |
| 1   | Munster          | 18 | 14 | 0 | 4  | 405 | 257 | +148 | 7   | 63 |
| 2   | Edimburgo        | 18 | 11 | 0 | 7  | 416 | 296 | +120 | 11  | 55 |
| 3   | Leinster         | 18 | 11 | 1 | 6  | 401 | 270 | +131 | 6   | 52 |
| 4   | Ospreys          | 18 | 11 | 0 | 7  | 397 | 319 | +78  | 8   | 52 |
| 5   | Scarlets         | 18 | 9  | 0 | 9  | 376 | 395 | −19  | 4   | 40 |
| 6   | Cardiff Rugby    | 18 | 8  | 1 | 9  | 322 | 361 | −39  | 4   | 38 |
| 7   | Glasgow Warriors | 18 | 7  | 0 | 11 | 349 | 375 | −26  | 9   | 37 |
| 8   | Ulster           | 18 | 7  | 0 | 11 | 298 | 331 | −33  | 8   | 36 |
| 9   | Newport G.D.     | 18 | 7  | 0 | 11 | 305 | 429 | −124 | 5   | 33 |
| 10  | Connacht         | 18 | 4  | 0 | 14 | 224 | 460 | −236 | 4   | 20 |

## Verdetti
- Munster: Campione della Celtic League.
- Edimburgo, Leinster, Ospreys, Scarlets, Cardiff Rugby, Glasgow Warriors, Ulster: qualificate alla Heineken Cup 2009-10.
- Newport G.D.: qualificata allo spareggio italo-celtico per la Heineken Cup 2008-09.
- Connacht: qualificata alla Challenge Cup 2009-10.